# Miroslav Menc
Miroslav Menc (República Checa, 16 de marzo de 1971) es un atleta checo retirado especializado en la prueba de lanzamiento de peso, en la que consiguió ser medallista de bronce europeo en pista cubierta en 2000.

## Carrera deportiva
En el Campeonato Europeo de Atletismo en Pista Cubierta de 2000 ganó la medalla de bronce en el lanzamiento de peso, con una marca de 20.23 metros, tras el finlandés Timo Aaltonen (oro con 20.82 metros) y el español Manuel Martínez (plata con 20.38 metros).